# Довгань, Владимир Захарович
Влади́мир Заха́рович До́вгань (укр. Володимир Захарович Довгань; 22 июля 1929, Смела, Киевская область, СССР — 1 июня 2006, Москва) — советский и российский кинорежиссёр и сценарист. Заслуженный деятель искусств Украинской ССР (1967).

## Биография
Родился 22 июля 1929 в городе Смела Киевской области (ныне — Черкасская область Украины).
В 1958 году окончил режиссёрский факультет ВГИКа, мастерская С. Юткевича.
Карьеру режиссёра начинал на Ялтинской студии. С 1963 года работал на Киевской киностудии имени А. Довженко.
Был педагогом КГИТИ имени И. К. Карпенко-Карого.
Снялся в документальном фильме «Михаил Ершов. Навсегда в памяти» (выпущен в 2007 году).
Член КПСС с 1953 года, член Союза кинематографистов СССР (СК Украинской ССР).
С 1990 года жил в Москве.
Умер 1 июня 2006 года. Похоронен на Востряковском кладбище.

## Семья
В 1970-х годах супруга — Инна Борисовна Соколова (девичья фамилия; ранее была замужем за строителем Львом Николаевичем Смирновым) — мать актрисы Надежды Смирновой.

## Фильмография
| 1958 | Обгоняющая ветер                      | зелёная ✓ |           |           | совместно с А. Курочкиным                                                        |
| 1960 | Грозные ночи                          | зелёная ✓ | зелёная ✓ |           | совместно с А. Курочкиным и Г. Северским                                         |
| 1961 | Сердце не прощает                     | зелёная ✓ |           |           | совместно с И. Кобозевым                                                         |
| 1963 | Трое суток после бессмертия           | зелёная ✓ |           |           | приз Министерства обороны СССР на 1 Всесоюзном кинофестивале в Ленинграде (1964) |
| 1965 | Гибель эскадры                        | зелёная ✓ |           |           |                                                                                  |
| 1966 | А теперь суди…                        | зелёная ✓ |           |           |                                                                                  |
| 1968 | Гольфстрим                            | зелёная ✓ |           |           |                                                                                  |
| 1970 | Назовите ураган «Марией»              | зелёная ✓ | зелёная ✓ |           |                                                                                  |
| 1971 | Золотые литавры                       |           | зелёная ✓ |           | телевизионный                                                                    |
| 1972 | Семнадцатый трансатлантический        | зелёная ✓ |           |           |                                                                                  |
| 1974 | Личная жизнь                          | зелёная ✓ | зелёная ✓ |           |                                                                                  |
| 1976 | Днепровский ветер (новелла «На косе») |           | зелёная ✓ |           | телевизионный                                                                    |
| 1977 | Талант                                | зелёная ✓ |           |           |                                                                                  |
| 1978 | Неудобный человек                     | зелёная ✓ |           |           |                                                                                  |
| 1979 | Семейный круг                         | зелёная ✓ |           |           |                                                                                  |
| 1981 | Танкодром                             | зелёная ✓ |           |           |                                                                                  |
| 1983 | Три гильзы от английского карабина    | зелёная ✓ |           |           |                                                                                  |
| 1986 | И никто на свете...                   | зелёная ✓ | зелёная ✓ |           |                                                                                  |
| 1986 | Родимое пятно                         |           |           | зелёная ✓ | «Мосфильм» при участии Киностудии имени А. П. Довженко                           |
| 1987 | Моя дорогая...                        | зелёная ✓ |           |           |                                                                                  |

## Награды
- Заслуженный деятель искусств Украинской ССР (1967)[2];
- медали[1];
- значок «Отличник кинематографии СССР»[1];
- почётная грамота Президиума Верховного Совета УССР[1].